# 16157 Toastmasters
16157 Toastmasters este un asteroid din centura principală de asteroizi.

## Descriere
16157 Toastmasters este un asteroid din centura principală de asteroizi. A fost descoperit pe 5 ianuarie 2000 la Fountain Hills (Arizona) de Charles W. Juels. Asteroidul prezintă o orbită caracterizată de o semiaxă mare de 2,67 ua, o excentricitate de 0,12 și o înclinație de 10,1° în raport cu ecliptica.